# Hipotiroidism
Hipotiroidismul este o boală a sistemului endocrin ce se instalează în momentul în care tiroida nu produce suficienți hormoni tiroidieni și astfel, celulele din întreg organismul funcționează cu o viteză scăzută. 
Simptomele acestei afecțiuni sunt diverse, incluzând fatigabilitate/somnolență, intoleranță la frig, creștere sau dificultăți în scăderea în greutate, depresie, constipație, menstruație neregulată și probleme de fertilitate în rândul femeilor, probleme articulare sau musculare, subțierea părului, unghii fragile, piele uscată sau scăderea apetitului sexual. În funcție de gravitatea afecțiunii, hipotiroidismul poate fi permanent sau reversibil. În cazul netratării, pot apărea complicații precum afecțiunile cardiovasculare, lezări ale nervilor, blocajul rinichilor de a excreta apă sau infertilitate. 
Cauzele hipotiroidisumului sunt determinate de stadiul de evoluție al bolii. În cazul hipotiroidismului primar, localizat doar la nivelul tiroidei, boala poate fi cauzată de deficitul de iod / excesul de iod, patologia autoimună, hipotiroidismul postterapeutic, boli infiltrative, defecte în biosinteza hormonilor. În hipotiroidismul secundar și terțiar, extins la hipotalamus și hipofiză, deficitul de TSH (tirotropină)  determină instalarea bolii. 
În România, 86% dintre pacienții cu hipotiroidie aparțin genului feminin, iar la nivel urban, au fost înregistrate de două ori mai mult cazuri de hipertiroidie decât în cel rural. În 2016, aproximativ 83.000 de pacienți au fost diagnosticați cu diverse boli ale tiroidei.  La nivel global, aproximativ 40% din populație este expusă deficitului de iod, ce cauzează afecțiuni de tip tiroidian. 

## Simptome și semne
Simptomele acestei maladii diferă în funcție de persoana afectată și de stadiul la care a ajuns să se dezvolte boala. Simptomele pot apărea progresiv, nereprezentând un motiv de îngrijorare pentru bolnav. Cu cât tiroida produce mai puțini hormoni, cu atât simptomele hipotiroidiei devin mai evidente.
| Diminuarea transpirației | Bradicardie             | Creșterea colesterolului        |
| Răgușeală                | Umflarea feței          | Dificultăți de concentrare      |
| Crampe musculare         | Lipsa poftei de mâncare | Tulburări de somn               |
| Dureri în gât            | Statură mică            | Creșterea întârziată a dinților |

### Coma mixedemică
Coma mixedemică reprezintă o complicație gravă a hipotiroidismului, ce poate fi fatală. Această complicație apare, de obicei, la pacienții cu un istoric considerabil de hipotiroidism.
Simptomele includ instalarea comei cu hipotermie extremă, temperatura corpului scăzând până la valori cuprinse între 24 și 32,2 grade Celsius, apariția areflexiei (absența reflexelor), convulsii și depresie respiratorie cu retență de dioxid de carbon.
Diagnosticul trebuie să fie detereminat rapid și precis deoarece există multipli factori acceleratori ai comei, precum infecțiile, traumele, medicamentele ce afectează sistemul nervos central și expunerea la frig. 

### Sarcina
În timpul sarcinii, tiroida trece prin diverse transformări, care după naștere, devin reversibile. Tiroida trece printr-un efort maximizat deoarece, în primele luni de sarcină, trebuie să alimenteze cu hormoni și organismul fătului. Aproximativ 3% dintre femeile însărcinate se confruntă cu hipotiroidism, 0,3-0,5% prezentând manifestări, iar 2-2,5% au hipotiroidism subclinic, lipsit de simptome.
Hipotiroidismul netratat, în cazul femeilor gravide, poate duce la anemie, miopatie, insuficiență cardiacă, preeclampsie sau diabet gestațional. Fiziologic, crește riscul de avort spontan, naștere prematură, anomalii placentare sau hemoragii postpartum.
Din punct de vedere al fătului provenit dintr-o mamă cu această afecțiune endocrinologică, acesta poate avea fluctuații de greutate, prezentând o greutate prea mare sau prea mică pentru respectivul moment al sarcinii. În cazuri rare, se poate ajunge la sepsis, anemie sau detresă respiratorie. Hipotiroidismul congenital poate conduce la un sindrom vizibil dupa naștere, cretinismul, identificabil prin deficiențe neurologice și anomalii de dezvoltare. 

### Copii
Deși hipotiroidia apare la 10% dintre femeile de peste 65 de ani și la 6% dintre bărbații de peste 65 de ani, aceasta poate afecta toate categoriile de vârstă, inclusiv copiii.
Hipotiroidismul la nou-născuți poate cauza dizabilități intelectuale, în lipsa unui tratament adecvat. Cauzele hipotiroidismului la nou-născuți pot fi de natură structurală, printr-o tiroidă dezvoltată anormal, de natură funcțională când glanda nu produce destui hormoni sau poate avea legatură cu glanda pituitară, când aceasta nu produce stimulatori pentru tiroidă. Simptomele la nou-născuți cuprind icter prelungit, răgușeală în strigăte, hrănire slabă, constipație, somnolență, lipsa forței la lovirea cu piciorul sau limbă anormal de mare în dimensiuni.
La copii și adolescenți, cauza primară a hipotiroidismului este inflamația glandei. Acest lucru poate proveni de la o infecție virală sau un atac autoimun. Simptomul de bază este oprirea din creștere. La acesta, se mai pot adăuga și alte simptome mai specifice, precum puls încetinit, pubertate întârziată, gușă, pleoape căzute, crampe musculare sau pilozitate abundentă.

## Cauze
La nivel hormonal, tiroida produce doi hormoni, triiodotironină (T3) și tiroxină (T4). Cele două substanțe hormonale asigură buna funcționare a metabolismului, mecanismul prin care organismul prezervă și folosește energie. Tiroida este direct controlată de glanda pituitară, care produce hormonul stimulant TSH. 
În 95% dintre cazuri, hipotiroidismul este declanșat de o problemă structurală a tiroidei.  Hipotiroidismul temporar este, în principal, cauzat de o alimentație prea bogată sau prea săracă în iod sau de anumite medicații chimice, precum 
amiodarona, litiu, interferon alfa și interleukina. 
Hipotiroidismul poate surveni în urma intervențiilor chirurgicale, în special când este înlăturată glanda tiroidă. În acest caz, factorii de risc sunt insuficiența tiroidiană instalată dupa extirpare, limfocitele posibil infiltrate sau tratamentul cu iod radioactiv.  Hipotiroidismul primar poate avea drept cauză și tiroidita Hashimoto , o afecțiune autoimună, în care anticorpii produși de organism atacă tiroida. Tiroidita Hashimoto afectează mai mult femeile din cauza factorilor genetici.  Adesea, tiroidita Hashimoto nu are manifestări concrete, fiind depistată doar în laborator. Tiroidita Hashimoto are o evoluție lentă până la declanșarea hipotiroidismului, dar poate conduce la formațiuni neoplazice în timp.

## Fiziopatologie
Tiroida este o glandă situată în partea frontală a traheei, la baza gâtului.  Este un organ de dimensiuni reduse, având o masă de 30 de grame, în stadiu normal. Este compusă din doi lobi simetrici care sunt legați între ei printr-un istm, acest lucru conferindu-i o formă asemănătoare unui fluture. Tiroida este vascularizată intens, producând celulele C, care secretă calcitonină și reglează nivelul calciului, și celulele tiroidiene, grupate în vezicule.
Unitatea funcțională a glandei tiroide este foliculul tiroidian, ce este delimitat de un strat de celule epiteliale foliculare, situat înspre exterior. Secrețiile foliculare, tiroglobulină Arhivat în 7 mai 2019, la Wayback Machine. și iod, sunt integrate într-un gel, numit coloid. În cadrul coloidului, are loc o reacție chimică de oxidare, în prezența enzimei tiroid peroxidază (TPO), cu formare de iod elementar, tiroxină (T4) și triiodotironină (T3). Tiroxina domină, în procent de 90%. Hormonii tiroidieni circulă cu ajutorul proteinelor albumină, globulină și transtiretina, iar hormonul T3 poate proveni și din conversia ulterioară a hormonului T4. Secreția hormonilor T3 și T4 este stimulată de hormonul trop hipofizar (TSH). Acesta poate fi activat de factorul stresului și al estrogenului și dezactivat de glucocorticoizi, somatostatină și dopamină. 

## Diagnostic
În demersul de a diagnostica hipotiroidismul, o serie de teste trebuie efectuate, precum anamneză, examinarea fizică, analize de sânge sau ecografie. În cadrul analizelor de sânge, o valoare mare pentru TSH sau o valoare mică pentru T4 (tiroxină) pot indica o activitate lentă a tiroidei. Pentru o confirmare precisă, se poate face și o ecografie pentru a determina prezența unor noduli locali sau dacă dimensiunile glandei tiroide s-au modificat sau nu. 
În circulația sanguină, valorile normale pentru TSH sunt cuprinse între 0,45 și 4,12 mili mIU/L, în timp ce, pentru T4, între 0,8 și 2,0 ng/dL. Un diagnostic precis de hipotiroidism este indicat după efectuarea analizelor de TSH și T4, în mod combinat. 
| TSH     | T4     | Rezultat                                                                 |
| ------- | ------ | ------------------------------------------------------------------------ |
| Normal  | Normal | Tiroidă normală                                                          |
| Ridicat | Scăzut | Hipotiroidism primar                                                     |
| Scăzut  | Scăzut | Hipotiroidism secundar, localizat la glanda pituitară sau la hipotalamus |
| Ridicat | Normal | Hipotirodism ușor/subclinic                                              |

După confirmarea unui posibil hipotiroidism, pot fi efectuate analize pentru a depista anticorpi anti-TPO, un semnal al tiroiditei Hashimoto. Tratamentul hipotiroidismului ușor poate fi influențat de acest test.
Testarea de rutină pentru afecțiuni ale tiroidei nu sunt recomandate, cu excepția grupelor de risc: gravidele, persoane expuse la radiații, bolnavii de sindrom Down, vârstnicii, femeile în stadiul de postmenopauză sau pacienți cu antecendente endocrinologice. În cazurile de risc, analizele trebuie făcute în jurul vârstei de 35 de ani pentru populația adultă și repetate ulterior din 5 în 5 ani. Categoria vârstnică feminină trebuie să efectueze analize în jurul vârstei de 50-60 de ani, dacă testarea nu a avut loc anterior.  

## Tratament
Levotiroxina este medicația standard pentru hipotiroidism, acționând drept hormoni sintetici. Reacțiile adverse nu sunt puternice, iar simptomele hipotiroidismului sunt atenuate. Sistemul digestiv răspunde bine la acest tratament, iar timpul de înjumătățire este destul de larg. Absorbția levotiroxinei poate fi îngreunată de prezența altor substanțe în organism, precum antiulceroasele de tip sucralfat, antihistaminicele H2 și inhibitori ai pompei de protoni, antiosteoporoticele bifosfonați și raloxifen, carbonatul sau citratul de calciu, sulfatul feros.
Doza medicamentoasă este influențată de greutate, vârstă, severitatea hipotiroidismului sau de istoricul infecțios al pacientului. Anticoncepționalele, medicamentele antidepresive sau suplimentele cu estrogen pot interfera cu eficacitatea tratamentului cu levotiroxină, cerând o doză mai mare de hormoni. Medicamentul are efect concret doar după câteva săptămâni de administrare. 

## Prevenire
Un stil de viață sănătos, o dietă corespunzătoare și activitatea sportivă sunt primii pași care pot preveni afecțiunile glandei tiroide. Aportul de iod, în cantități moderate, suficiente se poate găsi în sarea de masă, iodată. Consumul de iod este o necesitate zilnică pentru organism. 
O linguriță de iod reprezintă necesarul unui organism uman pentru întreaga viață. Cum iodul nu poate fi stocat în organism pentru o perioadă nedeterminată de timp, aportul de iod trebuie să fie constant, în cantități extrem de mici. Necesarul zilnic de iod este variabil, fiind de 110-130 micrograme pentru sugari, 90 micrograme pentru copiii de până la 8 ani, 120 de micrograme pentru copii de până la 13 ani, 150 de micrograme pentru tineri și adulți, 220 de micrograme pentru gravide și 290 de micrograme pentru femeile care alăptează. 

## Alte ființe
Hipotiroidismul nu este o afecțiune care se rezumă doar la ființa umană. Hipotiroidismul este și cea mai întâlnită tulburare endocrinologică întâlnită la canide, dezvoltându-se în jurul vârstei de 4-10 ani.  Rasele adesea afectate de hipotiroidism sunt Poodle, Doberman Pinscher, Dog German, Schnauzer, Setter Irlandez și Boxer. Simptomele se instalează mai ales la nivelul blănii, care poate prezenta uscăciune, mătreață, asprime sau refacere extrem de dificilă. Hipotiroidismul la canide poate altera fluxul sanguin miocardic, fiind afectată funcția sistolică a aparatului cardiovascular. 